# Моше Файнштейн
Моше Файнштейн (3 березня 1895, Узда — 23 березня  1986, Нью-Йорк)  — найбільший галахічний авторитет другої половини XX століття в цілому та єврейства Америки зокрема, президент Союзу ортодоксальних рабинів і голова Ради мудреців Тори американського центру «Аґудат Ісраель». Глава єшиви «Метівта Тіферет Єрушалайм» в Нью-Йорку.

## Біографія
Народився в родині рабина Узди рава Давида Файнштейна 3 адара за еврейським календарем - у день народження і смерті Мойсея і названий тому в честь нього. Навчався у свого батька і в єшивах Слуцька, Шклова, Мстиславля у рава Ісера Залмана Мелцера. В 1921 році призначений головою рабинського суда Любані, після смерті батька став, також рабином Узди.
Після встановлення радянської влади піддався гонінням як представник релігії. Незважаючи на це рав Моше не припиняв свою діяльність, продовжуючи зберігати всі єврейські обряди в громаді і в усьому окрузі. Як до одного з єдиних рабинів в цьому регіоні, до нього приходили питання від багатьох громад Білорусі.
У 1936 році завдяки клопотанням родичів отримав дозвіл емігрувати в США. Тут він влаштувався в Нью-Йорку в Манхеттені і отримав призначення на посаду глави єшиви «Метівта Тіферет Єрушалайм». З цього часу слава цієї єшиви почала зростати і вона почала привертати учнів з усіх великих єврейських громад Америки. У 1943 році взяв участь в «марші рабинів», яка вимагала зустрічі з американським президентом і його втручання в знищення євреїв Європи. Особливо плідною виявилася літературна діяльність рабина, що відрізнялася також новаторським підходом, де рав торкнулася всіх боку технологічного прогресу, проявивши у всьому неабияку ерудицію.
Рав Файнштейн очолював об'єднання ортодоксальних рабинів і рада «Аґудат Ісраель» починаючи з 1960-х років. Багато великих рабини, як рав Йосеф Шалом Ельяшів, рав Яаков Ісраель Каневський, рав Аарон Котлер та інші з цього часу почали визнавати рава Файнштейна, як видатного рабина покоління. Рав помер в 1985 році в Нью-Йорку і похований в Єрусалимі на цвинтарі Гар га-Менухот.